# Trigonogya reticulaticollis
Trigonogya reticulaticollis är en skalbaggsart som först beskrevs av Schaeffer 1904.  Trigonogya reticulaticollis ingår i släktet Trigonogya och familjen praktbaggar. Inga underarter finns listade i Catalogue of Life.